# Missile a guida infrarossa

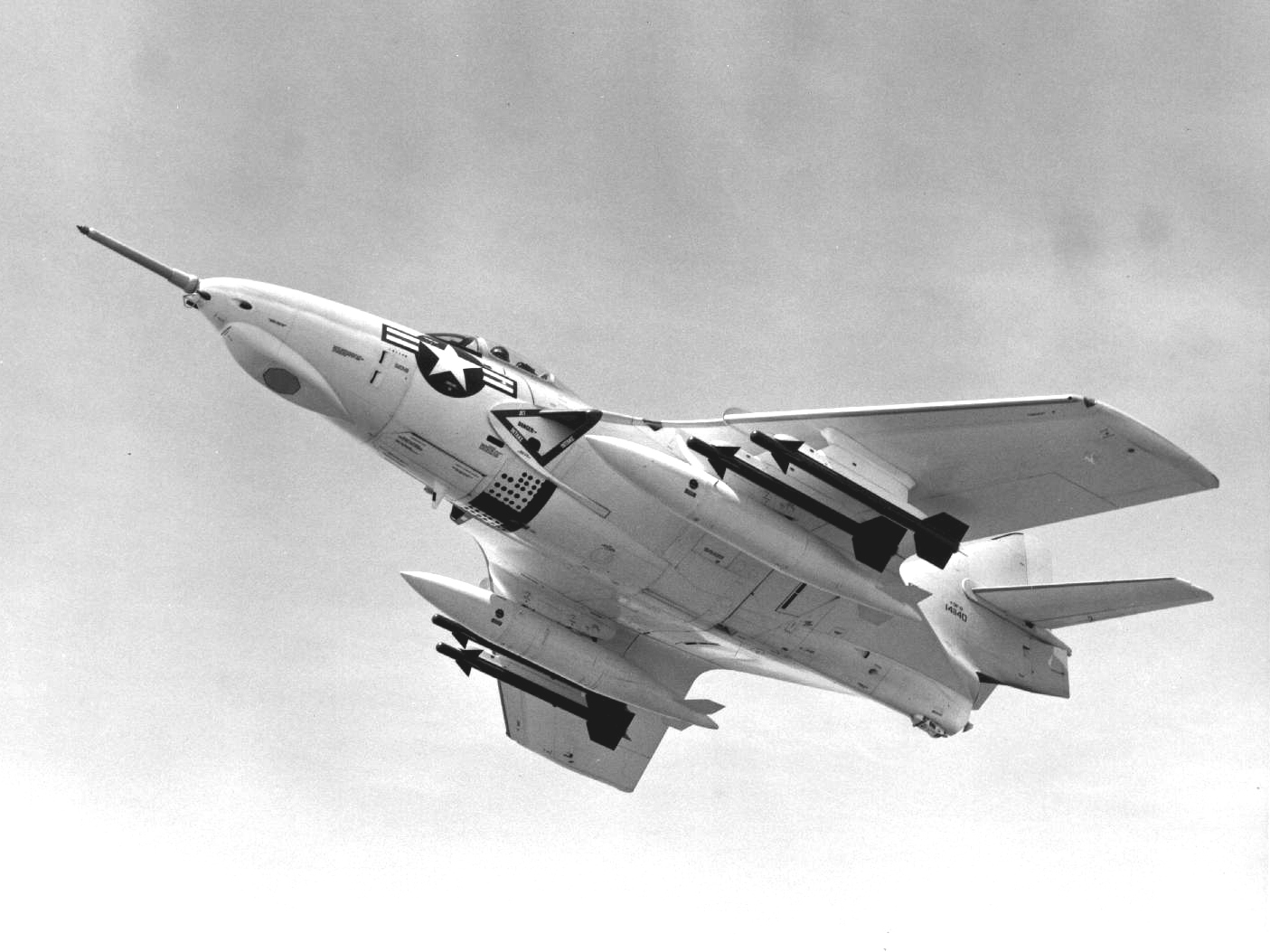
Missili a guida infrarossa AIM-9 Sidewinder a bordo di un Grumman F9F Cougar nei tardi anni cinquanta.

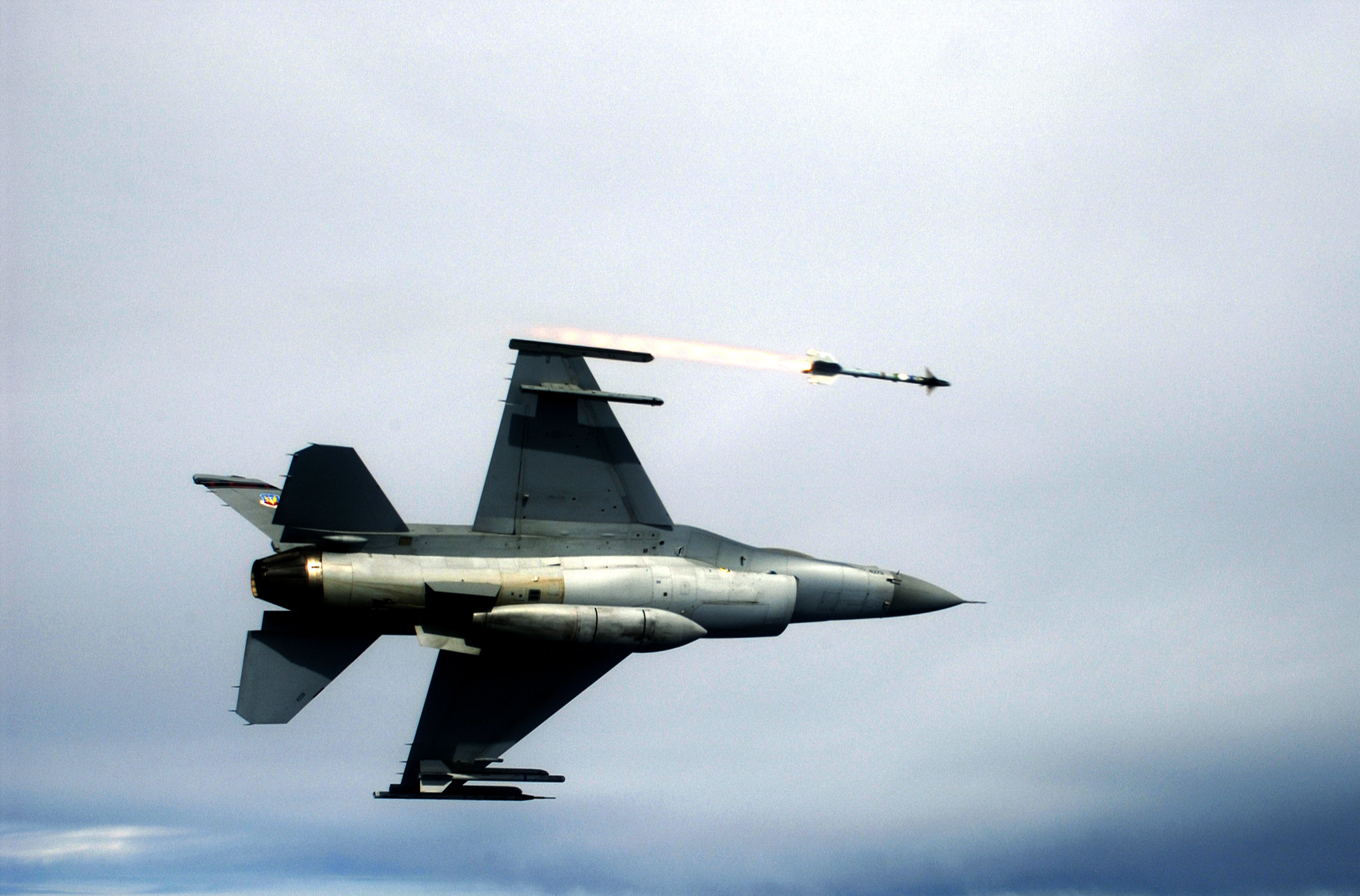
Lancio di un missile Sidewinder da parte di un caccia statunitense F-16.

Un missile a guida infrarossa, o a ricerca di calore, è un tipo di missile il cui sistema di guida rileva passivamente le emissioni elettromagnetiche del bersaglio nel campo dell'infrarosso (le quali corrispondono alle emissioni di calore) e le sfrutta per inseguirlo.
Insieme alla guida radar, la guida infrarossa costituisce una delle due principali categorie in cui è possibile classificare i missili in base al sistema di guida; in virtù della loro semplicità e della loro efficacia, però, i missili a ricerca di calore sono quelli che hanno maggiore diffusione.
Il codice NATO usato per indicare il lancio di un missile aria-aria a guida infrarossa è Fox Two

## Storia
Mentre l'impiego di razzi era diffuso sugli aerei da attacco al suolo fin dalla prima guerra mondiale, lo sviluppo dei primi missili guidati cominciò alla fine degli anni quaranta; i primi missili aria-aria a entrare in servizio furono del tipo a guida radar semiattiva (come gli AIM-7 Sparrow o i primi AIM-4 Falcon); versioni a guida infrarossa del Falcon e nuovi missili a ricerca di calore, come l'AIM-9 Sidewinder, entrarono in servizio alla fine degli anni cinquanta.
Inizialmente, pur essendo efficaci, i missili a guida infrarossa erano scarsamente affidabili: poteva capitare che inseguissero il bersaglio sbagliato, o anche che si dirigessero verso il sole; inoltre, dovevano essere necessariamente lanciati da dietro l'aereo nemico in modo che i sensori guidassero il missile verso gli scarichi ad alta temperatura del bersaglio.
Fu durante la guerra del Vietnam, all'inizio degli anni settanta, che i missili statunitensi Sidewinder videro per la prima volta un largo impiego, ottenendo dei risultati positivi pur con tutte le loro limitazioni. Il conflitto del Vietnam fu anche un momento importante di riflessione sui missili aria-aria, diversi caccia progettati nei primi anni '60 erano armati solo di missili, mentre in Vietnam i caccia Nord-Vietnamti ottennero ottimi successi con i cannoni, inoltre i missili a guida radar americani si rivelarono quasi fallimentari per le complesse regole d'ingaggio e per il rischio, concreto, di fuoco amico. I missili a corto raggio a guida IR (anche Nord Vietnamita) ottennero più successi, ma fu chiaro che dovevano essere estesamente riprogettati ed integrati con i cannoni.
Anche le potenze del blocco sovietico, circa negli stessi anni, svilupparono e impiegarono per la prima volta su larga scala armi analoghe (gli R-8, i K-13, gli R-4 o gli R-40).
Negli ultimi anni della guerra fredda l'impiego dei missili nei combattimenti aerei si diffuse sempre di più, arrivando a soppiantare quasi del tutto i cannoni e le mitragliatrici (comunque in generale sempre presenti a bordo degli aeroplani militari). I missili a guida infrarossa, complessivamente meno costosi e più adatti al combattimento a corto raggio, hanno avuto una diffusione quantitativamente superiore rispetto a quelli a guida radar, più complessi e costosi e in generale impiegati prevalentemente per il combattimento a lungo raggio. Negli anni tra il 1985 e il 2010, il 90% delle perdite statunitensi in combattimento aereo sono state dovute a missili a guida infrarossa.

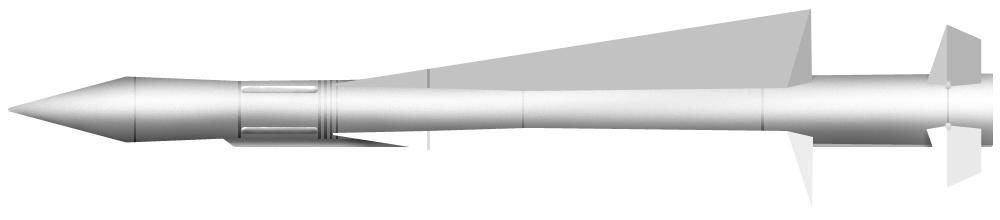
Un missile a ricerca di calore sovietico R-4.

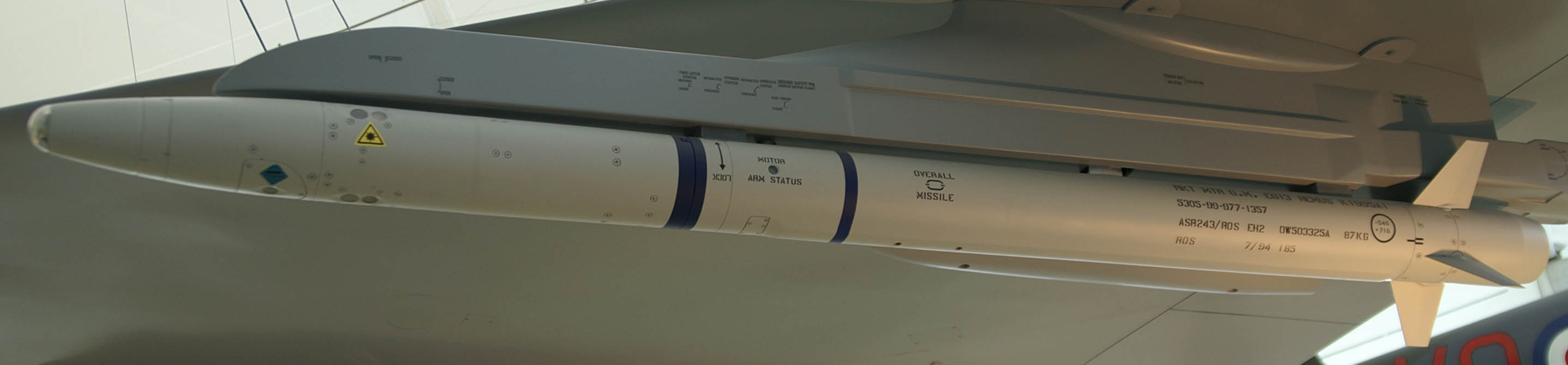
Un moderno AIM-132 ASRAAM.

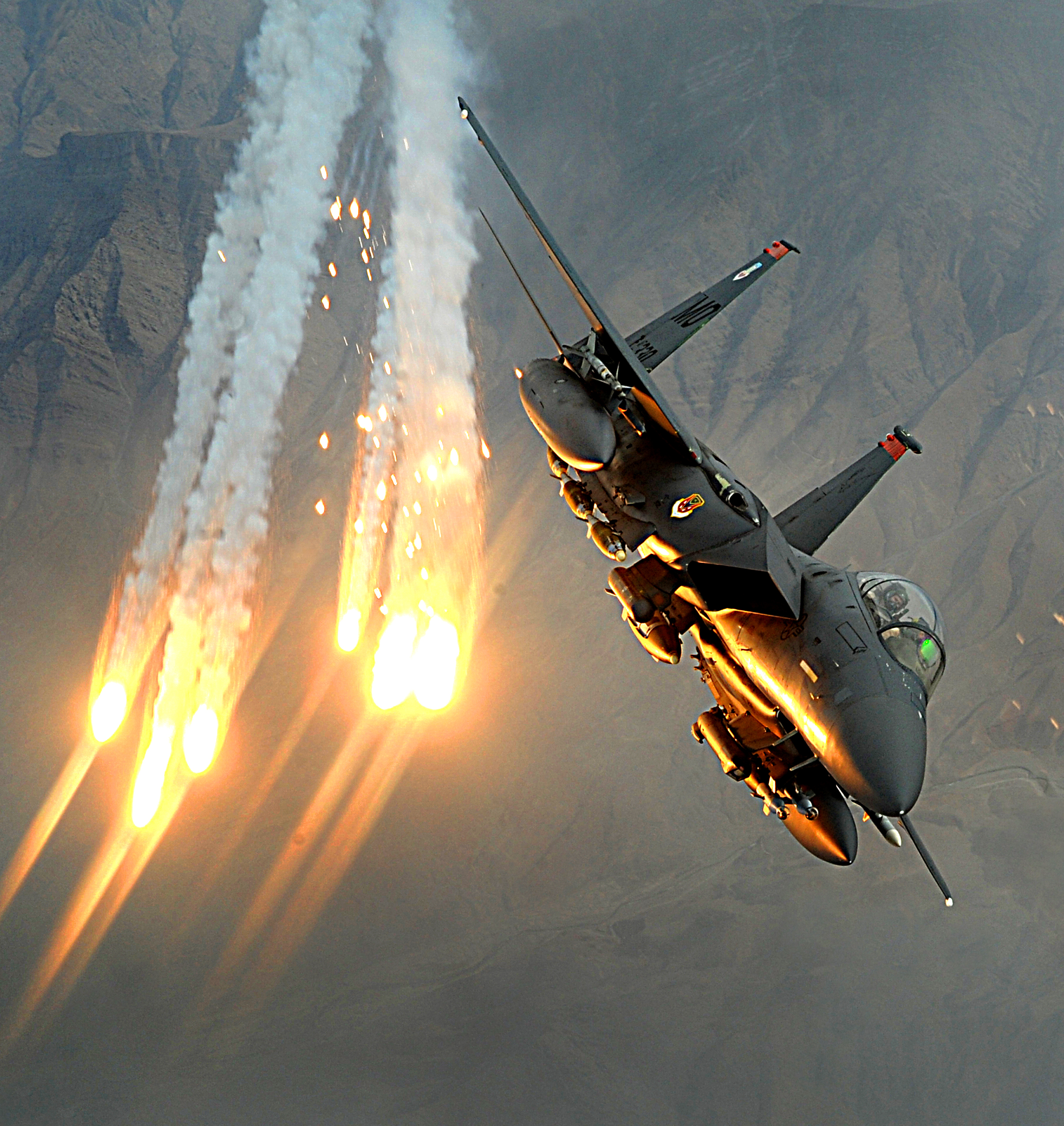
Lancio di flare da parte di un F-15 come contromisura per sfuggire a un missile a ricerca di calore.

Dell'ultima generazione di missili aria-aria a guida infrarossa, all'inizio degli anni 2000, facevano parte ad esempio l'IRIS-T, (un progetto internazionale guidato dalla Germania), l'R-73 (russo), il Python (israeliano) e l'AIM-132 ASRAAM (sviluppato da un consorzio europeo in collaborazione con gli Stati Uniti).
I missili a guida infrarossa più recenti sono del tipo all-aspect, cioè possono essere lanciati contro il bersaglio in combattimento ravvicinato da qualunque angolazione, e non per forza da dietro l'aereo nemico.

## Tecnica

### Sistemi di guida
I materiali impiegati per costruire i sensori a infrarossi che equipaggiano i missili a ricerca di calore sono principalmente il solfuro di piombo, l'antimoniuro di indio e il tellururo misto di cadmio e mercurio; il primo composto è stato gradualmente sostituito dagli ultimi due. Tutti, comunque, hanno prestazioni migliori in termini di sensibilità se raffreddati: il calore generato dal missile stesso (che è propulso da un motore a razzo) e le elevate temperature che si generano sulla testa del missile per via dell'attrito con l'aria possono infatti confondere il sistema di guida. Per limitare gli effetti negativi di queste interferenze, i sensori dei moderni missili a ricerca di calore sono raffreddate sfruttando l'effetto Peltier, oppure per mezzo di gas compressi o azoto liquido.
I primi sensori erano efficaci soprattutto nella detezione di radiazioni con lunghezza d'onda corta nell'ambito della zona infrarossa dello spettro elettromagnetico, tra i 3 e i 5 micrometri; essi erano noti come sensori monocromatici. I sensori moderni, che sono sensibili anche alle lunghezze d'onda tra 8 e 13 micrometri, sono chiamati sensori bicromatici; essi risentono meno dell'assorbimento delle onde da parte dell'atmosfera, e inoltre sono più difficili da ingannare con le contromisure.
Altre caratteristiche distintive dei sensori a infrarossi sono il sistema con cui viene scansionata l'area del bersaglio, il tipo di modulazione con cui il sensore determina la distanza del bersaglio e il tipo di sospensione su cui è installata la testina che ospita i sensori stessi.

### Contromisure
Esistono fondamentalmente due sistemi con cui un missile a ricerca di calore può essere ingannato dall'aereo bersaglio dopo che l'arma è stata lanciata. Il primo, invero molto semplice, consiste nel dirigere l'aeroplano verso il sole, in modo da far sì che il calore degli scarichi del jet si confonda con quello della stella; questo tipo di contromisura era efficace soprattutto con i missili di vecchio tipo, anteriormente all'introduzione dei sensori termografici. Il secondo tipo di contromisura sono i cosiddetti flare.
I flare, noti in italiano anche come bengala, sono dei piccoli razzi che, quando lanciati da un aereo inseguito da un missile, bruciano in volo sviluppando temperature elevate e fanno in modo così di confondere i sensori a infrarossi dell'ordigno. Comunque, grazie ai sensori bicromatici e termografici, i missili più recenti sono sempre più in grado di distinguere un flare da un vero obiettivo.